# Entre o Desespero e a Esperança
Entre o Desespero e a Esperança é o segundo álbum de estúdio gravado pelo grupo de hip hop cristão. Lançado em 2007, ele contém treze faixas, descritas mais abaixo: O álbum já vendeu mais de 50 mil cópias.

## Faixas
1. Ordem e progresso
2. Choque
3. Na missão
4. Mil desculpas
5. Não tenho palavras
6. Sequestro
7. Só em contos
8. Cinderela
9. Entre o desespero e a esperança
10. Vai se analisar
11. Intro - Edvaldo a origem
12. Edvaldo a origem
13. Fumaça